# Linn Blohm
Linn Christina Blohm (Stockholm, 20 mei 1992) is een Zweedse handbalspeler die uitkomt voor Győri ETO KC.

## Carrière

### Club
Linn Blohm begon op twaalfjarige leeftijd met handballen voor Gustafsbergs IF HK. In 2008 ging ze spelen voor IK Sävehof, waarmee ze vier keer het Zweedse kampioenschap won. In de zomer van 2014 verhuisde de cirkelloopster naar de Deense eersteklasser Tvis Holstebro. Met TTH won ze zowel de EHF European League 2015 als de European Cup Winners' Cup 2016. Vanaf de zomer van 2016 stond Blohm onder contract bij de Deense club FC Midtjylland Håndbold. In oktober 2017 onderbrak ze haar handbalcarrière wegens zwangerschap. In de zomer van 2018 ging ze spelen voor København Håndbold. NA 2 seizoenen in Kopenhagen stapte ze over naar de Roemeense eersteklasser CS Minaur Baia Mare. Een seizoen later verhuisde ze naar de Hongaarse topclub Győri ETO KC. Met Győri won ze in 2022 het Hongaarse kampioenschap.

### Nationaal Team
Blohm won met Zweden het wereldkampioenschap U-18 2010 en het wereldkampioenschap U-20 2012.
In 2011 debuteerde ze voor het Zweedse nationale team in een wedstrijd tegen Noorwegen. Ze won de bronzen medaille op de Europese kampioenschappen van 2014. Ze nam deel aan de Olympische Spelen van 2016 in Rio de Janeiro en de Olympische Spelen van 2020 in Tokio.

## Privéleven
Linn Blohm heeft een jongere zus Frida die ook handbalt. Blohm is doof aan haar linkeroor.